# Luhansk (tỉnh)
'Luhansk (tiếng Ukraina: Луганська область, chuyển tự: Luhans'ka oblast; tiếng Nga: Луганская область, chuyển tự: Luganskaya oblast) là một tỉnh ở phía đông của Ukraina, giáp biên giới với các tỉnh Belgorod, Voronezh và Rostov của Nga.
Tỉnh lỵ đóng ở Luhansk, nhưng do xung đột với phe ly khai nên tỉnh lỵ tạm thời dời về Sieverodonetsk. Các thành phố quan trọng trong tỉnh bao gồm: Alchevsk, Antratsyt, Brianka, Dovzhansk, Holubivka, Kadiivka, Khrustalnyi, Lysychansk, Luhansk, Pervomaisk, Rovenky, Rubizhne, Sieverodonetsk, Sorokyne.
Tỉnh có diện tích 26.700 km2, dân số 2,1 triệu người (năm 2022). Đa số dân ở Luhansk nói tiếng Nga, gọi vùng này là Lugansk.

## Lịch sử
Tỉnh được lập năm 1938, đổi tên thành Voroshilovgrad Oblast cho đến năm 1958 và một lần nữa từ năm 1970 đến 1991 theo tên Kliment Voroshilov. Năm 1991, chính phủ Ukraina đổi lại tên cũ.

## Ly khai
Gần như toàn bộ diện tích tỉnh hiện thuộc sự kiểm soát của Cộng hòa Nhân dân Lugansk tự xưng do lực lượng ly khai chống chính phủ Ukraina lãnh đạo.Cộng hòa Nhân dân Lugansk tự xây dựng bộ máy nhà nước riêng, lấy tiếng Nga làm ngôn ngữ chính thức và sử dụng rúp Nga làm đơn vị tiền tệ chính thức.